# Ptilocrinus
Genre
Ptilocrinus est un genre de crinoïdes sessiles, de la famille des Hyocrinidae.

## Espèces
Selon World Register of Marine Species (24 mars 2015) :
- sous-genre Ptilocrinus (Chambersaecrinus) Mironov & Sorokina, 1998
  - Ptilocrinus brucei (Vaney, 1908)
  - Ptilocrinus stukalinae Mironov & Sorokina, 1998
  - Ptilocrinus tasmaniaensis Améziane & Roux, 2011
- sous-genre Ptilocrinus (Ptilocrinus) AH Clark, 1907
  - Ptilocrinus amezianeae Eléaume, Hemery, Bowden & Roux, 2011
  - Ptilocrinus australis Améziane & Roux, 2011
  - Ptilocrinus clarki Roux & Lambert, 2011
  - Ptilocrinus pinnatus AH Clark, 1907

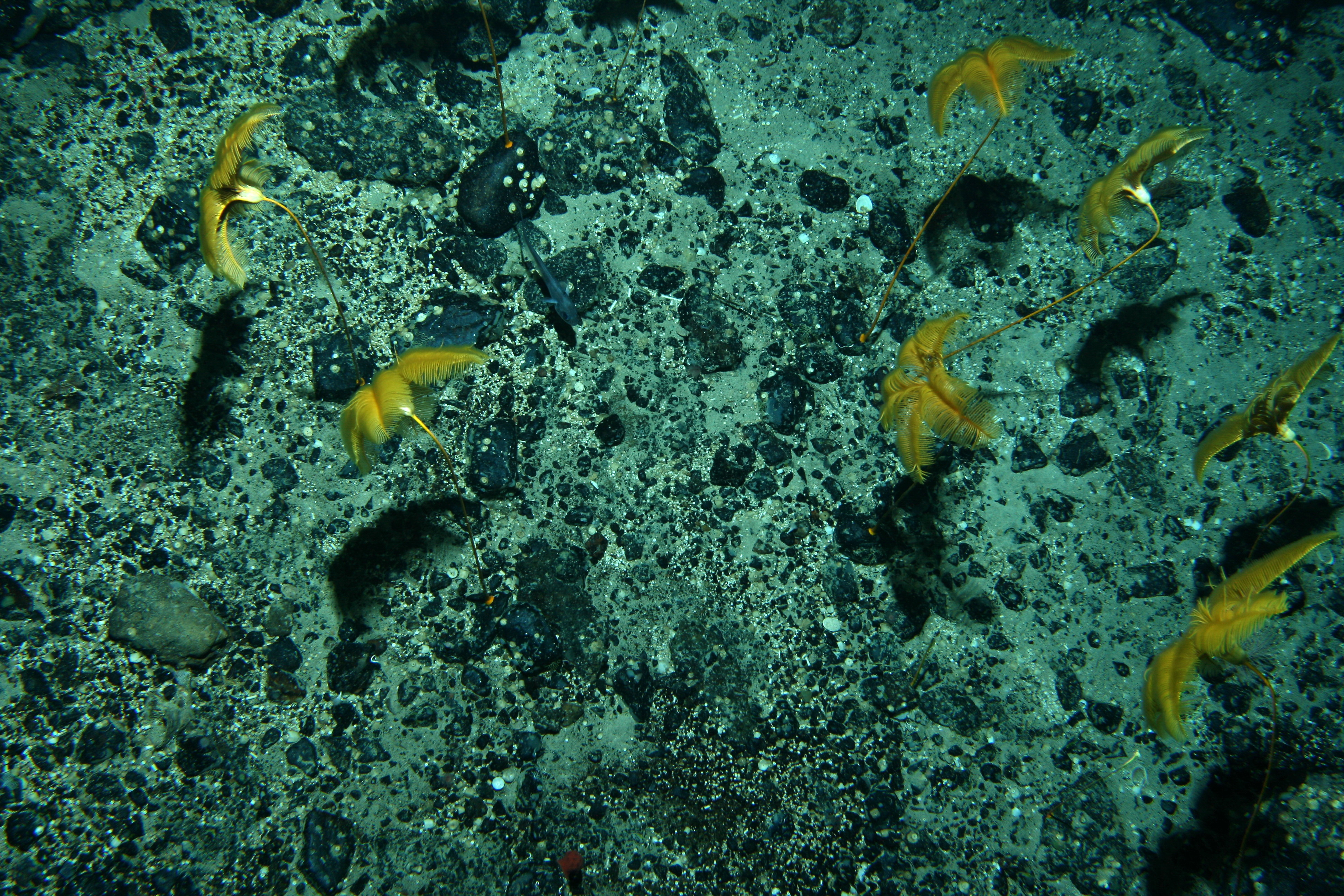
Ptilocrinus amezianeae observé in situ à 600 m de profondeur.